# Guido Alberto Alfieri
Guido Alberto Alfieri (Brescia, 3 giugno 1904 – Voghera, 29 giugno 1944) è stato un ufficiale italiano e fondatore della "Sicherheitskompanie", la polizia speciale che operò in Oltrepò Pavese durante la guerra civile.

## Biografia
Guido Alberto Alfieri partecipò all'impresa di Fiume e alla marcia su Roma. Combatté come volontario nella guerra d'Etiopia e nella guerra civile spagnola, dalla parte franchista, dove rimediò una tumefazione al volto a causa dello scoppio di una bomba. Durante la Campagna di Russia raggiunse il grado di tenente colonnello dell'Aeronautica. Fu complessivamente decorato con due medaglie d'argento al valor militare, due di bronzo, due croci di guerra e una croce di ferro tedesca di seconda classe.

### La guerra civile
Dopo l'armistizio dell'8 settembre 1943 si trova nell'Oltrepò Pavese dove era titolare dagli anni trenta di una tenuta di caccia, insieme a due amici, uno dei quali era Enrico Mattei. Probabilmente la presenza di Alfieri nell'Oltrepò era proprio determinata dalla volontà di incontrare l'amico che ormai militava nella Resistenza. L'incontro si trasformò in uno scontro, ma Alfieri permise all'amico di lasciare l'Oltrepò in virtù dell'antica amicizia. Il 21 novembre 1943 Alfieri presenzia la cerimonia in ricordo di Ettore Muti in rappresentanza dell'Aeronautica, i giornali di allora non fanno ancora menzione della "Sicherheitskompanie" che, almeno ufficialmente, ancora non esiste.
Il nucleo fondante di quella polizia speciale successivamente denominata "Sicherheitskompanie" fu fondato presumibilmente verso la fine dell'autunno a Casteggio, da Alfieri che forte del suo carisma era stato affiancato da dodici camerati locali La particolarità di questa polizia autonoma è che essa, a differenza di molte altre presenti nel nord Italia, dipende dall'esercito tedesco e i suoi membri sono soldati del Terzo Reich.
Una prima operazione del 5 dicembre 1943 vede Alfieri guidare gli uomini della "Sicherheitskompanie" al fianco del 115º battaglione "M" Montebello della GNR impegnata in azione di rastrellamento degli sbandati in montagna tra cui vi erano alcuni prigionieri di guerra inglesi fuggiti dai campi di prigionia. Durante questo rastrellamento Alfieri conobbe il sottotenente Pier Alberto Pastorelli, segretario federale di Varzi e vicecomandante del locale presidio della ex MVSN con cui collaborerà attivamente.
Il 15 gennaio 1944, in qualità di "delegato del Comando germanico", Alfieri guida un battaglione misto di formazione e con aggregato un reparto tedesco, dà senza esito la caccia a un gruppo di partigiani insediatisi nell'area montana dell'Oltrepò. L'operazione si concluse con un nulla di fatto. Diventato ormai uno dei punti di riferimento anche per le autorità della Repubblica Sociale Italiana nell'Oltrepò, il 28 gennaio 1944, nonostante i ranghi ridotti del suo reparto, Alfieri fu convocato alla riunione nella Prefettura di Pavia indetta dal Capo della Provincia Rodolfo Vecchini insieme ai vertici militari tedeschi e italiani anche delle provincie di Piacenza e Alessandria.
Non rappresentando per il momento un problema il movimento partigiano sulle montagne, Alfieri con il nerbo del suo gruppo si dedicò ad indagare sul CLN cittadino e alcuni arresti, a seguito di una delazione, permettono tra l'11 e il 12 febbraio di scompaginare il movimento. Ferruccio Parri, uno dei leader, si trova costretto ad abbandonare la città per rifugiarsi a Milano. Nella primavera Alfieri ottiene per il suo reparto un ufficio indipendente documentato da una relazione alla polizia del 26 marzo in cui Alfieri si firma: comandante della "Sicherheitskompanie".
A maggio Alfieri trasferì il reparto a Voghera e prese alloggio in casa dell'ingegnere Felice Fiorentini che era il direttore della Ferrovia Voghera-Varzi.

#### L'azione di Pietragavina

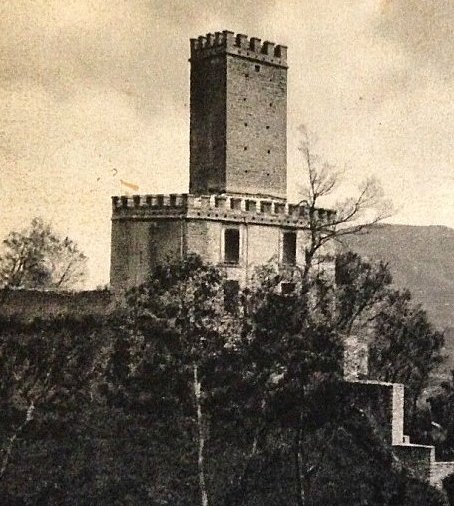
Castello di Pietragavina

Nel giugno 1944 il movimento partigiano cresce notevolmente, in particolare la banda del "Greco" che occupa una prima volta Romagnese dove i partigiani distruggono l'anagrafe comunale per la leva e uccidono il giovane figlio del podestà. Una seconda volta il 16 giugno per catturare il messo comunale, noto fascista, che però non è in città. L'azione prosegue a Zavattarello dove espugnano la casermetta della GNR e passano per le armi i difensori. Si salvano solo due militi che erano fuori di pattuglia. L'azione scatena un primo rastrellamento il 19 giugno che non sortisce effetto quindi Alfieri decide di rioccupare il castello di Pietragavina che la sera precedente era stato occupato dai partigiani di un'altra banda guidata dall'ex alpino "Capitan Giovanni". 
Quella notte stessa però un alcuni reparti dell'alessandrino erano sconfinati nell'Oltrepò perdendosi, così si erano fermati a Pietragavina. Incontratisi con il reparto di Alfieri e sconosciuti gli uni agli altri, pensando di trovarsi a fronteggiare dei partigiani entrambi aprirono il fuoco. Il colonnello Alfieri fu colpito da due pallottole al ventre la notte del 22 giugno 1944 e morì il 29 all'ospedale di Voghera. Il responsabile era un giovane milite della Guardia Nazionale Repubblicana, posto a guardia di alcune armi requisite ad un gruppo di partigiani, che alla richiesta, non esaudita, della parola d'ordine per transitare aprì il fuoco verso l'auto dove viaggiava il colonnello 
Il suo successore fu il colonnello Felice Fiorentini.
La volontà di Alfieri di imporre la propria autorità portò a contrasti con la Guardia Nazionale Repubblicana, verso i quali "il colonnello" (così verrà chiamato dalla popolazione pavese) non mostrava alcun rispetto requisendo verbali segretati e imponendosi come unica autorità di polizia. Perquisizioni e sottrazioni di beni di prima necessità e denaro agli abitanti delle colline erano all'ordine del giorno.

## Riconoscimenti

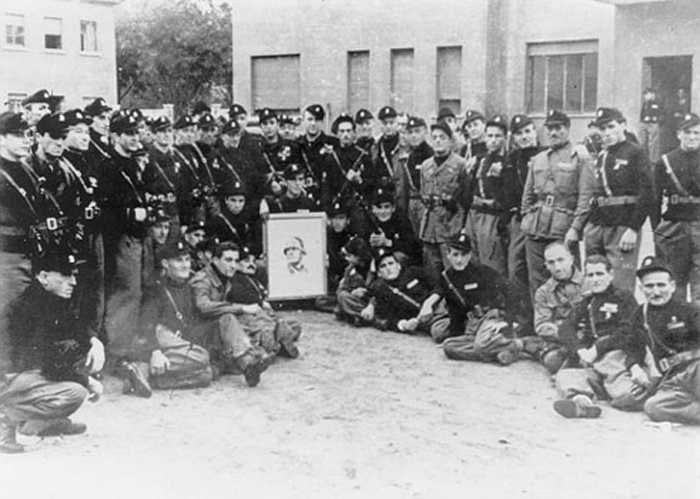
La XIV Brigata Nera "Alberto Alfieri" di Pavia

Ad Alfieri fu intitolata la XIV Brigata Nera "Alberto Alfieri" di Pavia.